# Transpiranto
Transpiranto är ett skämtspråk som framför allt förekommer i Grönköpings Veckoblad. Det introducerades år 1929 av Nils Hasselskog (1892–1936) i en artikel om "Världsspråk i Grönköpings skola", 
där det framställdes som ett alternativ till esperanto och andra liknande konstgjorda språk, och som "fredsspråk" hade fördelar framför "dödande" språk som latin, engelska, tyska och portugisiska.
I artikeln presenterades transpiranto med en översättning av första versen av Runebergs Vårt land, jämte några fraser att användas i skolundervisningen. Hasselskog gjorde senare en översättning av Studentsången för Juvenalorden i Uppsala, men utvecklade aldrig språket vidare. I slutet av 1940-talet togs transpiranto upp av andra bidragsgivare till Grönköpings Veckoblad, där det sedan dess främst används för att återge kända dikter och sångtexter. Mer eller mindre absurda parlörfraser har också översatts.
I Grönköpings Veckoblad tillskrivs alla översättningar språkets upphovsman folkskolläraren, senare grundrektorn Ludvig Hagwald, vars namn ibland översätts med Ludoviko Hagwaldo. Totalt har mer än 200 svenska dikter och sånger publicerats som så kallade ”transpirationer”.

## Konstruktion
Transpiranto konstrueras genom utbyte av orden i en svensk text omväxlande med motsvarande ord i andra språk som läsaren förväntas känna igen, med svenska synonymer och inte minst med svensk slang. Resultatet blir högst individuellt, och beror helt på översättarens språkliga fantasi. Komik uppstår genom stilbrott och medvetna felöversättningar. Studentsångens "knyta förbund i den lund" har således blivit "knopa bandage in plantage", där "förbund" ersatts med en synonym till "förband".
Den mest avancerade transpiranton utmärks av en halsbrytande ungefärlighet, som ställer krav på läsarens bildning och har en doft av gammalt läroverk. Som exempel kan anföras översättningen av Jag vet att du är och du blir vad du var. Ja jag vill leva, jag vill dö i Norden!, som har blivit:
Aj hajas, futurum exaktum ist’ egal.

Jes, willa d’este bis narkos von Oben!
Futurum exaktum är ett verbtempus som har varit bekant från latinundervisning och äldre undervisning i modersmålet (svenska), men som inte finns med i nyare grammatikböcker som Svenska Akademiens språklära. I transpirationen motsvarar det, när det kombineras med ”ist’ egal”, hjälpverben ”är och blir vad du var”, men tyska ”das ist mir egal” betyder ”det är mig likgiltigt” (på äldre tyska kan egal betyda likvärdig) vilket skapar en komisk skillnad till det svenska originalets tanke att fosterlandet skall förbli som i fornstora dar. Den fiktive översättaren antyds ha tänkt att ”futurum exaktum ist’ egal” skulle betyda ”(din) framtid är exakt lika (som din forntid)”. Medan orden ”Aj hajas” och ”Jes, willa d’este” faktiskt är ett slags översättningar till andra språk och till slang – ”Aj hajas” = ”Jag fattar (vet)”; ”Jes, willa d’este” = ”Ja, [jag] vill vara (leva)” – så skapar orden ”futurum” (framtid) och ”egal” (lika) blott ungefärliga associationer till originalets ord. ”Jag vill dö” blir tyska ”bis” (till) plus narkos, och pseudogermanismen ”von oben” (nedlåtande, bokstavligen ”ovanifrån”) motsvarar ”i Norden”, eftersom Norden ofta anses vara högst upp på jordklotet.
Transpiranto har alltså fyra nivåer. För det första översättningar som faktiskt är rätt: ”happi kvam pippi” betyder ”glad som fågel” på engelska, latin och svensk slang/barnspråk. För det andra den fantasifulla översättningen, som ”futura blondina” = ”ljusnande framtid”. För det tredje medvetna fel, som ”bandage” = ”förbund”. För det fjärde en språklig upplösning, där orden inte är direktöversatta, utan det svenska originalet motsvaras av en gallimatias som ger associationer till grundtexten, som i ”futurum exaktum ist’ egal” = ”att du är och du blir vad du var”.

## Bakgrund
Vid tiden för Hasselskogs artikel  undervisades ännu inte i främmande språk i folkskolan, medan Arbetarnas bildningsförbund (ABF) hade nästan lika många studiegrupper i esperanto som i engelska. För den som inte fått tillfälle att lära sig främmande språk i skolan, var alltså esperanto ett aktuellt alternativ till engelska. Inom esperantorörelsen fanns en tro på att användningen av ett gemensamt konstgjort språk skulle bidra till världsfreden, något som Hasselskog gycklade med i sin artikel. Namnet transpiranto, som det nya språket fått för sin "klarfattlighet", skulle alltså associera till transparens, till esperanto och till olika reformerade versioner av esperanto som publicerades under 1900-talets första årtionden, men leder tankarna i första hand till transpiration eller svettning.
Religionshistorikern Leif Nordenstorm argumenterar i en artikel för att Hasselskogs transpiranto inte skulle parodiera esperanto utan alternativen till detta språk, och att det fick rollen som esperantoparodi först då alternativen fallit i glömska, och andra tog upp språket på 1940-talet.
Hasselskogs artikel sammanföll emellertid i tid med rapporteringen om esperantoundervisning vid en skola i Stockholm, något som Hasselskog också nämner. En annan uppfattning är därför att Hasselskogs satir verkligen gällde esperanto och tron på esperanto som ett bidrag till världsfreden.
Efter andra världskriget har engelskan fått den ställning som internationellt hjälpspråk som esperanto och andra konstgjorda språk var avsedda för, och dessa odlas numera av ett mindre antal särskilt intresserade. Transpiranto lever därmed vidare som ett språkligt skämt oberoende av sina förebilder.

## Grammatik
Tidningens redaktörer ser helst att vissa grammatiska regler följs. Bestämda artikeln är la, och substantiv och adjektiv slutar gärna på ‑o, liksom i esperanto: la nizzo = jultomten. Detta gäller även egennamn, som ofta delvis latiniseras: Ingela ”Plingo” Forzhomo = Ingela ”Pling” Forsman. Finita verbformer slutar ofta på ‑as: nunk aj kreditas = nu tror jag. Pluraländelse är ofta ‑j som i esperanto: glossaj mutas et notoj  sordas = ord bli stumma och toner döva. Några pronomina är aj, moj, tu, toj, soj, noj = jag, mig, du, dig, sig, vi. Fonologin är svensk, och stavningen av ord försvenskas ofta – aj = I (engelska ”jag”) – men åäö och svenska stavningar av sj‑ljud och tj‑ljud ändras så de ser mer europeiska ut: schøna = sköna.

## Exempel
- Finländska nationalsångens början "Vårt land, vårt land, vårt fosterland" översätts till Va paj, va paj va farsipaj. Den allra första översättningen till transpiranto, gjord av Nils Hasselskog och publicerad 1929 i Grönköpings Veckoblad.
- Kanske mer halsbrytande är svenska nationalsången i översättning; "Du gamla, du fria, du fjällhöga Nord" blir således Senila liberia, pinuppans polar i Ulf Schöldströms tolkning från 1984.
- Kantom studjosi extrabon jur  = "Sjungom studentens lyckliga dag". Denna tillkom 1930 och tillägnades Juvenalorden i Uppsala.
- Happi kvam pippi  = "Glad såsom fågeln". En skiva med detta namn, utgiven av Akademiska sångföreningen i Helsingfors 2006, innehåller insjungningar av tjugotvå "transpirerade" sånger.
- Los springer svedicos habat kontrapust = De svenska löparna hade motvind. Exempel från en turistparlör för grönköpingsbor på väg till en olympiad i något grannland.